# Нижнебурлукский сельский совет (Харьковская область)
Нижнебурлукский сельский совет — входит в состав Шевченковского района Харьковской области Украины.
Административный центр сельского совета находится в селе Нижний Бурлук.

## История
- 1920 — дата образования.

## Населённые пункты совета
- село Нижний Бурлук
- село Владимировка
- село Ивановка
- село Михайловка
- село Смоловка
- село Шевченково
- село Шишковка